# Bruce Brown Jr.
Bruce Brown Jr. (Boston, Massachusetts, 15 de agosto de 1996) es un baloncestista estadounidense que pertenece a la plantilla de los New Orleans Pelicans de la NBA. Con 1,93 metros de estatura, juega en la posición de escolta.

## Trayectoria deportiva

### Universidad

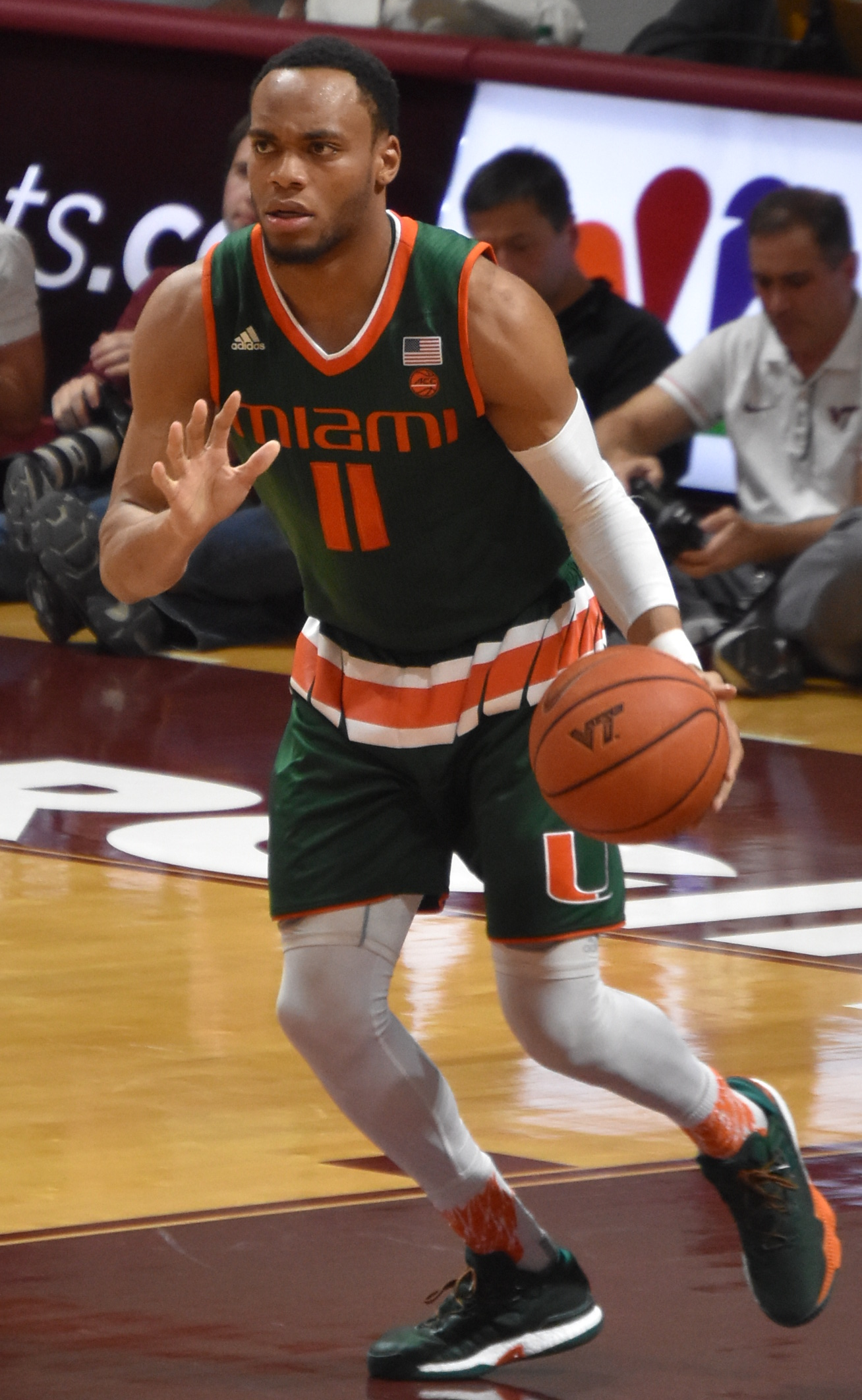
Bruce Brown con Miami Hurricanes en 2017.

Tras participar en 2016, en su etapa de instituto en el Jordan Brand Classic, jugó dos temporadas con los Hurricanes de la Universidad de Miami, en las que promedió 11,7 puntos, 6,2 rebotes, 3,5 asistencias y 1,4 robos de balón por partido. Al término de su segunda temporada decidió presentarse al Draft de la NBA, pero sin contratar agente, y finalmente en el mes de abril confirmó que renunciaba a los dos años que le quedaban como universitario.

#### Estadísticas
| Año     | Equipo | PJ | PT | MPP  | %TC  | %3P  | %TL  | RPP | APP | ROB | TPP | PPP  |
| ------- | ------ | -- | -- | ---- | ---- | ---- | ---- | --- | --- | --- | --- | ---- |
| 2016–17 | Miami  | 33 | 39 | 31.9 | .459 | .347 | .744 | 5.6 | 3.2 | 1.5 | .5  | 11.8 |
| 2017–18 | Miami  | 19 | 19 | 33.7 | .415 | .267 | .629 | 7.1 | 4.0 | 1.3 | .8  | 11.4 |
| Total   | Total  | 52 | 48 | 32.6 | .442 | .316 | .703 | 6.2 | 3.5 | 1.4 | .6  | 11.7 |

### Profesional
Fue elegido en la cuadragésimo segunda posición del Draft de la NBA de 2018 por Detroit Pistons. Hizo su debut en la NBA el 17 de octubre de 2018, contra los Brooklyn Nets, sin anotar puntos con dos rebotes y una asistencia en 19 minutos de juego. El 2 de noviembre de 2019 registró 22 puntos y siete asistencias, sin pérdidas de balón, en una victoria por 113-109 sobre los Nets.  El 2 de febrero de 2020 consiguió 19 puntos, 10 rebotes y ocho asistencias en una victoria en la prórroga por 128-123 sobre los Denver Nuggets.
Tras dos temporadas en Detroit, el 17 de noviembre de 2020 fue traspasado a los Brooklyn Nets a cambio de Džanan Musa y una segunda ronda del draft de 2021 vía Toronto Raptors. El 23 de febrero de 2021, ante Sacramento Kings anotó 29 puntos, fue el máximo anotador del encuentro y el récord personal de su carrera.
Después de dos años en Brooklyn, el 1 de julio de 2022 firma un contrato por 2 años y $13 millones con Denver Nuggets. El 23 de noviembre registró un triple-doble con 17 puntos, 13 rebotes y 10 asistencias durante una victoria contra los Oklahoma City Thunder. El 12 de junio de 2023 se proclama campeón de la NBA por primera vez en su carrera tras vencer a Miami Heat en la final de la NBA.
El 30 de junio de 2023, firma con Indiana Pacers por 2 años y $45 millones. El 25 de octubre de 2023 impresionó en su debut con los Pacers, anotando 24 puntos con un récord personal de 6 de 8 tiros de tres, junto con tres rebotes y un robo en una victoria sobre los Washington Wizards.
El 17 de enero de 2024 es traspasado, junto a Jordan Nwora y Kira Lewis, a Toronto Raptors a cambio de Pascal Siakam.
El 5 de febrero de 2025 es traspasado a New Orleans Pelicans junto a Kelly Olynyk a cambio de Brandon Ingram.

## Estadísticas de su carrera en la NBA
|  | Denota temporadas en las que fue Campeón de la NBA |

### Temporada regular
| Año     | Equipo      | PJ  | PT  | MPP  | %TC  | %3P  | %TL  | RPP | APP | ROB | TPP | PPP  |
| ------- | ----------- | --- | --- | ---- | ---- | ---- | ---- | --- | --- | --- | --- | ---- |
| 2018-19 | Detroit     | 74  | 56  | 19.6 | .398 | .258 | .750 | 2.5 | 1.2 | .5  | .5  | 4.3  |
| 2019-20 | Detroit     | 56  | 43  | 28.2 | .443 | .344 | .739 | 4.7 | 4.0 | 1.1 | .5  | 8.9  |
| 2020-21 | Brooklyn    | 65  | 37  | 22.3 | .556 | .288 | .735 | 5.4 | 1.6 | .9  | .4  | 8.8  |
| 2021-22 | Brooklyn    | 72  | 45  | 24.6 | .506 | .404 | .758 | 4.8 | 2.1 | 1.1 | .7  | 9.0  |
| 2022-23 | Denver      | 80  | 31  | 28.5 | .483 | .358 | .758 | 4.1 | 3.4 | 1.1 | .6  | 11.5 |
| 2023-24 | Indiana     | 33  | 33  | 29.7 | .475 | .327 | .817 | 4.7 | 3.0 | 1.1 | .2  | 12.1 |
| 2023-24 | Toronto     | 34  | 11  | 26.0 | .481 | .317 | .833 | 3.8 | 2.7 | .7  | .3  | 9.6  |
| 2024-25 | Toronto     | 18  | 0   | 19.6 | .435 | .306 | .897 | 3.8 | 1.6 | .9  | .2  | 8.4  |
| 2024-25 | New Orleans | 23  | 12  | 24.7 | .410 | .356 | .750 | 4.2 | 2.4 | .7  | .3  | 8.2  |
| Total   | Total       | 457 | 268 | 24.9 | .476 | .337 | .768 | 4.2 | 2.4 | .9  | .5  | 8.9  |

### Playoffs
| Año   | Equipo   | PJ | PT | MPP  | %TC  | %3P  | %TL   | RPP | APP | ROB | TPP | PPP  |
| ----- | -------- | -- | -- | ---- | ---- | ---- | ----- | --- | --- | --- | --- | ---- |
| 2019  | Detroit  | 4  | 2  | 14.3 | .357 | .200 | 1.000 | 2.0 | .5  | .5  | .3  | 3.3  |
| 2021  | Brooklyn | 12 | 5  | 23.1 | .506 | .182 | .813  | 5.1 | 2.1 | .7  | .4  | 7.9  |
| 2022  | Brooklyn | 4  | 4  | 34.8 | .568 | .429 | .800  | 4.8 | 2.8 | 1.3 | .8  | 14.0 |
| 2023  | Denver   | 20 | 0  | 26.6 | .511 | .316 | .857  | 4.0 | 1.9 | 1.1 | .5  | 12.0 |
| Total | Total    | 40 | 11 | 25.1 | .510 | .310 | .844  | 4.2 | 1.9 | .9  | .5  | 10.1 |